# Papir Boulaq 18
El Papir Boulaq 18 és un document escrit en hieràtic durant la dinastia XIII que es conserva en dos fragments al museu del Caire amb la referència CG 58069.

## Història
El papir va ser trobat l'any 1860 per Auguste Mariette, en la tomba de l'escriba Neferhotep, a Dra Abu al-Naga. Mariette ho va publicar en facsímil, i més tard A. Scharff va publicar la seva transcripció.
No és segur que tots dos fragments es refereixin al mateix regnat ni que estiguin escrits pel mateix escriba, però en tots dos s'esmenta a Anju i el segon el signa Neferhotep. Quirke opina que l'altre també el va escriure Neferhotep, però que llavors ho va fer sota les ordres d'un superior, i data el document en el regnat de Sejemra Jutauy Amenemhat Sebekhotep, Sobekhotep II.

## Contingut
El papir recull les despeses d'una visita de Sobekhotep a Tebes per revisar les obres del temple de Menthu a Nag al-Madamud i els actes que es van succeir: una festa del déu Menthu i una processó en la qual es va traslladar l'estàtua de Menthu al palau real durant l'estada del faraó.
El papir gran
El gran papir conté diverses llistes que es troben ordenades per data. La que apareix a la cort real, d'entrades i sortides d'aliments. Es pot trobar una llarga llista de funcionaris presents en la cort i les notes relacionades, i el que van rebre cadascun per al menjar. A més, successos d'interès històric, com l'arribada dels nubis o la sortida del rei al temple de Madamud. També són importants les llargues llistes de funcionaris que permeten una visió única de la composició de la cort real. Encara que la família del governant apareix en les llistes, no estan a la llista com a receptors dels aliments. El papir es conserva només en part. Especialment el nom del rei està mal conservat, per la qual cosa hi ha discussions sobre la data d'aquest document. Les restes conservades d'un cartutx real poden reconstruir-se com Sobekhotep II.
El papir petit
El fragment més petit té un contingut similar, enumera els lliuraments a palau de productes de fleca i cerveseria.

## Innovacions
El papir Boulaq 18 presenta una novetat en el càlcul aritmètic, un símbol pel zero: l'escriba utilitza el signe corresponent a nfr per referir-se a la resta zero de l'operació de sostracció.